# Mundial de Ajedrez Rápido por Equipos
El Mundial de Rápidas por Equipos de la FIDE de 2023 fue un torneo de ajedrez por equipos, jugado bajo controles de tiempo rápidos y organizado por la Federación Internacional de Ajedrez (FIDE) en colaboración con WR Logistics GmbH. El torneo tuvo lugar en Düsseldorf, Alemania, del 26 al 28 de agosto de 2023.

## Descripción general
El Mundial de Rápidas por Equipos de la FIDE siguió el sistema suizo a 12 rondas. Las reglas del torneo garantizaron la inclusión, la diversidad y la representación justa al exigir que cada equipo incluyera al menos una jugadora y al menos un jugador en cada equipo que no hubiera alcanzado una clasificación FIDE Estándar, Rápido o Blitz de 2000 puntos Elo o que no estuviera clasificado.

## Participantes
Entre los participantes en el campeonato figuraron antiguos campeones del mundo, como Viswanathan Anand, Vladimir Kramnik, Hou Yifan, Mariya Muzychuk y Alexandra Kosteniuk, así como subcampeones del mundo, ganadores de la Copa del Mundo y antiguos campeones del mundo de ajedrez rápido y blitz.
Aproximadamente 300 participantes de todo el mundo, entre ellos más de 15 campeones olímpicos, formaron 36 equipos para competir.
| Logros                                    | Jugador                | Equipo                     | Calificación, Rápido (1 de agosto de 2023) |
| ----------------------------------------- | ---------------------- | -------------------------- | ------------------------------------------ |
| Ex campeones del mundo de ajedrez clásico | Viswanathan Anand      | Freedom                    | 2751                                       |
| Ex campeones del mundo de ajedrez clásico | Vladimir Kramnik       | Chess pensioners           | 2739                                       |
| Ex campeones del mundo de ajedrez clásico | Hou Yifan              | WR Chess                   | 2537                                       |
| Ex campeones del mundo de ajedrez clásico | Alexandra Kosteniuk    | WR Chess                   | 2523                                       |
| Ex campeones del mundo de ajedrez clásico | Mariya Muzychuk        | Ashdod Elit Chess Club     | 2470                                       |
| Subcampeones del mundo                    | Ian Nepomniachtchi     | WR Chess                   | 2762                                       |
| Subcampeones del mundo                    | Fabiano Caruana        | Kompetenzakademie Allstars | 2763                                       |
| Subcampeones del mundo                    | Boris Gelfand          | Rishon LeZion Chess Club   | 2619                                       |
| Ganadores de la Copa del Mundo            | Levon Aronian          | Kompetenzakademie Allstars | 2763                                       |
| Ganadores de la Copa del Mundo            | Peter Svidler          | Chess pensioners           | 2737                                       |
| Ganadores de la Copa del Mundo            | Jan-Krzysztof Duda     | WR Chess                   | 2760                                       |
| 2022 Campeona del Mundo de Blitz Femenino | Bibisara Assaubayeva   | Uzbekistán                 | 2432                                       |
| Ex campeones del mundo en rápido          | Nodirbek Abdusattorov  | WR Chess                   | 2724                                       |
| Ex campeones del mundo en rápido          | Daniil Dubov           | Freedom                    | 2723                                       |
| Ex campeones del mundo en blitz           | Maxime Vachier-Lagrave | ASV AlphaEchecs LINZ       | 2762                                       |
| Ex campeones del mundo en blitz           | Aleksandr Grischuk     | ASV AlphaEchecs LINZ       | 2724                                       |
| Ex campeones del mundo en blitz           | Leinier Domínguez      | Chess pensioners           | 2705                                       |
| Ex campeones del mundo en blitz           | Kateryna Lagno         | ASV AlphaEchecs LINZ       | 2483                                       |

## Favoritos y destacados
La FIDE señaló a los siguientes equipos como algunos de los más fuertes y claros favoritos, debido a la experiencia del equipo y a la puntuación media por equipos.
- Freedom (Richard Rapport, Viswanathan Anand, Daniil Dubov, Santosh Gujrathi Vidit, Evgeniy Najer, Polina Shuvalova, Alexander Shapiro);[4]
- WR Chess (Ian Nepomniachtchi, Jan-Krzysztof Duda, Wesley So, Nodirbek Abdusattorov, Vincent Keymer, Praggnanandhaa R, Hou Yifan, Alexandra Kosteniuk, Wadim Rosenstein);[4]
- Kompetenzakademie Allstars (Fabiano Caruana, Levon Aronian, Gukesh D, Sebastian Siebrecht, Nino Batsiashvili, Keti Tsatsalashvili, Rainer Becker, Manfred Schneider);[4]
- Chess Pensioners (Vladimir Kramnik, Peter Svidler, Leinier Dominguez, Darmen Sadvakasov, Jovanka Houska, Christoph Barati, Dennis Koenig, Miron Ananiev, Yaroslav Ananiev).[4]

## Formato y reglas
El Campeonato del Mundo de Rápidas por Equipos de la FIDE adoptó un formato de torneo suizo por equipos. Los equipos, formados por entre seis y nueve jugadores, se enfrentaron en partidas de 15 minutos con un incremento de 10 segundos por jugada. El sistema de puntuación otorgó a los equipos 2 puntos por victoria, 1 punto por empate y 0 puntos por derrota en cada ronda. El equipo con la mayor cantidad de puntos al final del torneo fue coronado como Campeón del Mundo de Rápidas por Equipos.

## Fondo de premios
El campeonato ofreció una bolsa de premios total de 250.000 euros. En caso de empate, el premio en metálico se repartió a partes iguales entre los equipos empatados.
| Puesto             | Premio por equipos |
| ------------------ | ------------------ |
| 1º                 | €100,000           |
| 2º                 | €60,000            |
| 3º                 | €40,000            |
| 4º                 | €25,000            |
| 5º                 | €12,500            |
| 1º "menos de 2400" | €12,500            |
| Total              | €250,000           |

## Horario
El torneo duró tres días.
| Fecha     | Evento                | Hora de inicio |
| --------- | --------------------- | -------------- |
| 26 agosto | Reunión técnica       | 10:30          |
| 26 agosto | Ceremonia de apertura | 13:00          |
| 26 agosto | Ronda 1               | 13:30          |
| 26 agosto | Ronda 2               | 15:30          |
| 26 agosto | Ronda 3               | 17:30          |
| 26 agosto | Ronda 4               | 19:30          |
| 27 agosto | Ronda 5               | 13:30          |
| 27 agosto | Ronda 6               | 15:30          |
| 27 agosto | Ronda 7               | 17:30          |
| 27 agosto | Ronda 8               | 19:30          |
| 28 agosto | Ronda 9               | 13:30          |
| 28 agosto | Ronda 10              | 15:30          |
| 28 agosto | Ronda 11              | 17:30          |
| 28 agosto | Ronda 12              | 19:30          |
| 28 agosto | Ceremonia de clausura | 21:00          |

## Resultados
Con un balance de dos empates y diez victorias en 12 partidas, el equipo WR Chess se adjudicó el primer Mundial de Rápidas por Equipos de la FIDE. Con un total de 22 puntos de partido, se alzó con la victoria. En segunda posición quedó el equipo Freedom, con 20 puntos de partido, mientras que el equipo MGD1 se aseguró el tercer puesto con 18 puntos de partido. El cuarto puesto fue para el equipo Armenia, mientras que el sorprendente quinto puesto fue para el equipo Germany and Friends.

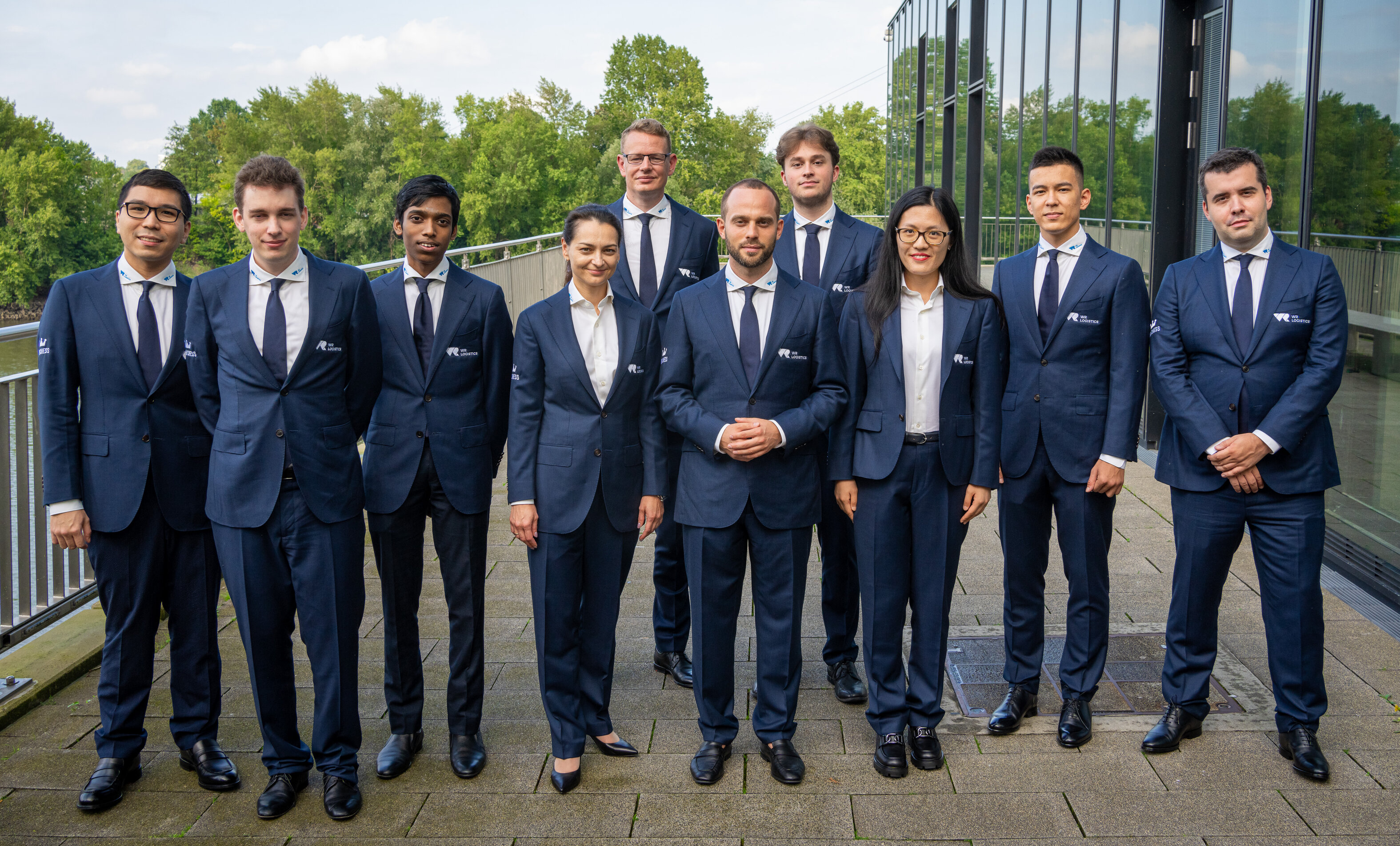
Equipo WR Chess, Campeones del Mundo de Rápidas por Equipos de la FIDE, 2023.
De izquierda a derecha: Wesley So, Jan-Krzysztof Duda, Praggnanandhaa R, Alexandra Kosteniuk, Jan Gustaffson, Wadim Rosenstein, Vincent Keymer, Hou Yifan, Nodirbek Abdusattorov, Ian Nepomniachtchi

En la crucial ronda 5, el equipo WR Chess derrotó al primer clasificado, el equipo Freedom, con un destacado resultado de 5:1. Mientras que Jan-Krzysztof Duda, Praggnanandhaa, Hou Yifan y Wadim Rosenstein ganaron sus partidas, Wesley So e Ian Nepomniachtchi empataron sus encuentros contra Vishy Anand y Daniil Dubov, respectivamente.
El dinámico equipo Columbus Energy KingsOfChess de Cracovia se hizo con el primer puesto en la categoría de menos de 2400 puntos. Además, el prodigio de once años Christian Glöckler, de Hesse, ganó el premio especial a la mejor partida de un jugador joven. Glöckler, quinto en la clasificación mundial de su grupo de edad, demostró su inmenso talento y contribuyó a los logros del ajedrez alemán.
| Lugar | Equipo                                    | Partidas | Puntos de partido | Tiebreak 1 | Desempate 2 |
| ----- | ----------------------------------------- | -------- | ----------------- | ---------- | ----------- |
| 1     | WR Chess                                  | 12       | 22                | 702        | 51          |
| 2     | Freedom                                   | 12       | 20                | 582.5      | 46.5        |
| 3     | Team MGD1                                 | 12       | 18                | 628.5      | 47.5        |
| 4     | Armenia                                   | 12       | 17                | 544.5      | 44          |
| 5     | Germany and Friends                       | 12       | 15                | 533        | 39.5        |
| 6     | ASV AlphaEchecs Linz                      | 12       | 14                | 549        | 45          |
| 7     | Columbus Energy KingsOfChess Kraków       | 12       | 14                | 482        | 41.5        |
| 8     | Berlin Chess Federation                   | 12       | 14                | 449.5      | 37.5        |
| 9     | Six-pack                                  | 12       | 13                | 497        | 39.5        |
| 10    | Chess Pensioners                          | 12       | 13                | 485.5      | 37.5        |
| 11    | KompetenzakademieAllstars                 | 12       | 13                | 473        | 41          |
| 12    | Chessbrah OFM                             | 12       | 13                | 465.5      | 43          |
| 13    | Ashdod Elit Chess Club                    | 12       | 13                | 448        | 37.5        |
| 14    | FIDE Management Board                     | 12       | 13                | 425        | 38.5        |
| 15    | Düsseldorfer Schachklub 1914/25 e.V.      | 12       | 13                | 414        | 39.5        |
| 16    | Team Chessemy.com                         | 12       | 13                | 356        | 35          |
| 17    | Rishon LeZion Chess Club                  | 12       | 12                | 451        | 40.5        |
| 18    | Schachverein Hemer                        | 12       | 12                | 364        | 34.5        |
| 19    | Doppelbauer Kiel                          | 12       | 12                | 353.5      | 37          |
| 20    | The Sharks                                | 12       | 12                | 353        | 36          |
| 21    | Kenya Commercial Bank Chess Club          | 12       | 12                | 284        | 37          |
| 22    | Chess Wizzards                            | 12       | 12                | 268        | 37          |
| 23    | Mitropa Chess Association                 | 12       | 12                | 249.5      | 36.5        |
| 24    | Blerickse Schaakvereniging                | 12       | 12                | 230.5      | 35          |
| 25    | Deutsche Schachjugend 1                   | 12       | 11                | 336.5      | 31          |
| 26    | Ukrainian Amators                         | 12       | 11                | 302.5      | 29.5        |
| 27    | Wensing & Pöbel                           | 12       | 11                | 286        | 31          |
| 28    | Aachener Schachverein von 1856            | 12       | 11                | 274        | 33.5        |
| 29    | PhileKhoob Chess Club                     | 12       | 11                | 257.5      | 36          |
| 30    | Africa                                    | 12       | 10                | 338.5      | 33.5        |
| 31    | Heilbronn Hustlers                        | 12       | 10                | 289.5      | 33.5        |
| 32    | École Polytechnique Française de Lausanne | 12       | 8                 | 244        | 34          |
| 33    | Neustadt Weinstraße                       | 12       | 6                 | 190        | 27.5        |
| 34    | MagdeBurg and Friends                     | 12       | 6                 | 141.5      | 22          |
| 35    | Deutsche Schachjugend 2                   | 12       | 2                 | 58         | 10          |
| 36    | Unischach Bayreuth                        | 12       | 1                 | 148.5      | 17          |